# Europees kampioenschap quadrathlon middellange afstand 2017
Het Europees kampioenschap quadrathlon middellange afstand 2017 was een door de World Quadrathlon Federation (WQF) georganiseerd kampioenschap voor quadrathlon-atleten. Deze 13e editie van het Europees kampioenschap vond plaats in het Duitse Koberbach.

## Uitslagen
| Heren  | Heren           | Heren   | Heren |
| Plaats | Atleet          | tijd    |       |
| ------ | --------------- | ------- | ----- |
| 1      | William Peters  | 2:44:24 |       |
| 2      | Stefan Teichert | 2:47:26 |       |
| 3      | Ferenc Csima    | 2:47:52 |       |
| 4      | Leoš Roušavý    | 2:48:27 |       |
| 5      | David Kunderer  | 2:50:20 |       |

| Dames  | Dames          | Dames   | Dames |
| Plaats | Atleet         | tijd    |       |
| ------ | -------------- | ------- | ----- |
| 1      | Lisa Teichert  | 3:02:50 |       |
| 2      | Laura Jansen   | 3:15:07 |       |
| 3      | Susanne Walter | 3:34:50 |       |
| 4      | Ellen Mielke   | 3:39:09 |       |
| 5      | Antje Möller   | 4:08:50 |       |

1996 · 1999 · 2000 · 2005 · 2009 · 2010 · 2011 · 2012 · 2013 · 2014 · 2015 · 2016 · 2017 · 2018 · 2019